# Флойд Робертсон
Флойд Робертсон (англ. Floyd Robertson; 7 січня 1937 — 1 січня 1983) — колишній ганський професійний боксер напівлегкої ваги, чемпіон Гани, чемпіон Британської співдружності.

## Боксерська кар'єра
На професійному ринзі дебютував 1 жовтня 1956 року, всього провів 51 поєдинок, у 34 з яких святкував перемогу.
8 лютого 1958 року виборов титул чемпіона Гани у напівлегкій вазі, перемігши Скіппінга Гілберта.
26 листопада 1960 року виборов титул чемпіона Британської імперії у напівлегкій вазі, перемігши Персі Льюїса (Тринідад і Тобаго). Двічі, у 1962 та 1963 роках, захищав свій титул у поєдинках проти земляків Лава Аллотея та Джо Тетте.
9 травня 1964 року змагався за титул чемпіона світу у напівлегкій вазі за версіями WBA і WBC, проте у 15-ти раундовому поєдинку за очками поступився кубинцю Шугару Рамосу.
12 лютого 1966 року здійснив другу спробу вибороти чемпіонські пояси WBA і WBC в бою проти Вісенте Сальдівара (Мексика), проте знову поступився, опинившись в нокауті у другому раунді.
3 лютого 1967 року провів останній титульний поєдинок за звання чемпіона Британської імперії, в якому поступився британцю Джону О'Браєну.